# The Woman in Room 13 (1920)
The Woman in Room 13 is een Amerikaanse dramafilm uit 1920 onder regie van Frank Lloyd. Destijds werd de film in Nederland uitgebracht onder de titel De dame uit kamer 13.

## Verhaal
Na haar echtscheiding hertrouwt Laura Bruce met haar jeugdliefde Paul Ramsey. Zijn werkgever is ook verliefd op Laura en hij stuurt Paul op zakenreis. Als er vervolgens een moord wordt gepleegd, valt de verdenking meteen op hem.

## Rolverdeling
| Acteur            | Personage     |
| ----------------- | ------------- |
| Pauline Frederick | Laura Bruce   |
| Richard Tucker    | Joe           |
| Charles Clary     | John Bruce    |
| John Bowers       | Paul Ramsey   |
| Robert McKim      | Dick Turner   |
| Sidney Ainsworth  | Andy Lewis    |
| Charles Arling    | Carrigan      |
| Marguerite Snow   | Edna Crane    |
| Emily Chichester  | Harriet Marsh |
| Kate Lester       | Lottie Hanson |
| Golda Madden      | Meisje        |